# Azucena Díaz
Azucena Díaz (Madrid, 19 de diciembre de 1982) es una corredora de fondo española. Fue campeona de España de media maratón en 2009, 2010 y 2012, y subcampeona en 2020, así como campeona nacional de 10 km. en ruta en 2018.

## Carrera
En el año 2008, formando parte del equipo Carrefour Bezan, participó en el Campeonato Mundial de Media Maratón que tuvo lugar en Brasil, llegando a quedar en decimosexto puesto, tras cruzar la meta con una marca de 1 hora con 13 minutos y 30 segundos. En 2009 cambió de equipo y engrosó en las filas del CAP Alcobendas, con el que también fue al Campeonato Mundial de Media Maratón de 10 celebrado en Nanning (China), donde no mejoró su marca de dos años antes, al no superar un trigésimo cuarto puesto, con 1 hora, 15 minutos y 38 segundos.
En 2012, ahora formando parte del Atletismo Santutxu, en el Campeonato Mundial de Media Maratón de Kavarna (Bulgaria) quedó en vigésimo tercer puesto, con una marca de 1 hora, 14 minutos y 5 segundos. En 2013 viajó a Polonia para participar en el Campeonato Mundial de Campo a Través, para un recorrido de 8 kilómetros, distancia que recorrió en 26:07 minutos, que le valió quedar en un quincuagésimo puesto. En la maratón femenino de Río fue la única española que acabó la prueba, tras abandonar a mitad de camino las atletas Sandra Aguilar y Estela Navascués. Díaz acabó en el puesto 34.º, con una marca de 2 horas, 35 minutos y 2 segundos.
Para 2017, en la competición del Campeonato Mundial de Campo a Través de Kampala (Uganda) quedó vigésimo séptima en el recorrido de 10 kilómetros, con 35:06 minutos. En 2018 participó en la maratón del Campeonato Europeo de Atletismo de Berlín, quedando decimotercera con dos horas y 34 minutos exactos. Al año siguiente, en el Campeonato Mundial de Campo a Través de Aarhus (Dinamarca), con un recorrido de 10 kilómetros, acabó en el puesto 65.º, cruzando la meta a los 40:27 minutos.

## Resultados

### Por temporada
| Representando a España | Representando a España                     | Representando a España | Representando a España | Representando a España | Representando a España |
| ---------------------- | ------------------------------------------ | ---------------------- | ---------------------- | ---------------------- | ---------------------- |
| Año                    | Competición                                | Lugar                  | Puesto                 | Modalidad              | Marca                  |
| 2008                   | Campeonato Mundial de Media Maratón        | Río de Janeiro         | 16.ª                   | Media maratón          | 1:13:30 h.             |
| 2010                   | Campeonato Mundial de Media Maratón        | Nanning                | 34.ª                   | Media maratón          | 1:15:38 h.             |
| 2012                   | Campeonato Mundial de Media Maratón        | Kavarna                | 23.ª                   | Media maratón          | 1:14:05 h.             |
| 2013                   | Campeonato Mundial de Campo a Través       | Bydgoszcz              | 50.ª                   | 8 km.                  | 26:07 m.               |
| 2016                   | Campeonato Europeo de Atletismo            | Ámsterdam              | 36.ª                   | Media maratón          | 1:14:21 h.             |
| 2016                   | Juegos Olímpicos                           | Río de Janeiro         | 34.ª                   | Maratón                | 2:35:2 h.              |
| 2017                   | Campeonato Mundial de Campo a Través       | Kampala                | 27.ª                   | 10 km.                 | 35:6 m.                |
| 2018                   | Campeonato Europeo de Atletismo            | Berlín                 | 13.ª                   | Maratón                | 2:34 h.                |
| 2019                   | Campeonato Mundial de Campo a Través       | Aarhus                 | 65.ª                   | 10 km.                 | 40:27 m.               |
| 2022                   | Copa de Europa de Clubes de Campo a Través | Oeiras                 | 19.ª                   | 6,4 km.                | 23:39 m.               |
| 2024                   | Campeonato de España de Campo a Través     | Getafe                 | 12.ª                   | 10 km.                 | 37:19 m.               |

### Mejores marcas
| Disciplina    | Marca       | Lugar                  | Fecha                    |
| ------------- | ----------- | ---------------------- | ------------------------ |
| 1500 metros   | 4:37:29 m.  | Alcalá de Henares      | 18 de junio de 2005      |
| 3000 metros   | 9:35:57 m.  | Bilbao                 | 24 de junio de 2017      |
| 5000 metros   | 16:24:90 m. | Santa Cruz de Tenerife | 26 de julio de 2008      |
| 10 kilómetros | 33:27 min.  | Laredo                 | 21 de marzo de 2015      |
| Media maratón | 1:12:08 h.  | Valladolid             | 21 de septiembre de 2008 |
| Maratón       | 2:30:31 h.  | Berlín                 | 24 de septiembre de 2017 |